# UNE-36010
La norma española UNE-36010, actualmente sustituida por la norma UNE-EN 10020:2001, fue una normalización o clasificación de los aceros para que sea posible conocer las propiedades de los mismos. Esta norma indica la cantidad mínima o máxima de cada componente y las propiedades mecánicas que debe tener el acero resultante. 
En España, el Instituto del Hierro y del Acero (IHA) creó esta norma que clasifica los aceros en cinco series diferentes a las que identifica por un número. Cada serie de aceros se divide a su vez en grupos, que especifica las características técnicas de cada acero, matizando sus aplicaciones específicas. El grupo de un acero se designa con un número que acompaña a la serie a la que pertenece. La clasificación de grupos por serie, sus propiedades y sus aplicaciones se recogen en la tabla siguiente:
| Serie   | Grupo           | Denominación                        | Descripción |
| Serie 1 | Grupo 1         | Acero al carbono.                   | Son aceros al carbono y por tanto no aleados. Cuanto más carbono tienen sus respectivos grupos son más duros y menos soldables, pero también son más resistentes a los choques. Son aceros aptos para tratamientos térmicos que aumentan su resistencia, tenacidad y dureza. Son los aceros que cubren las necesidades generales de la Ingeniería de construcción tanto industrial como civil y comunicaciones.                                                                                      |
| Serie 1 | Grupos 2 y 3    | Acero aleado de gran resistencia.   | Son aceros al carbono y por tanto no aleados. Cuanto más carbono tienen sus respectivos grupos son más duros y menos soldables, pero también son más resistentes a los choques. Son aceros aptos para tratamientos térmicos que aumentan su resistencia, tenacidad y dureza. Son los aceros que cubren las necesidades generales de la Ingeniería de construcción tanto industrial como civil y comunicaciones.                                                                                      |
| Serie 1 | Grupo 4         | Acero aleado de gran elasticidad.   | Son aceros al carbono y por tanto no aleados. Cuanto más carbono tienen sus respectivos grupos son más duros y menos soldables, pero también son más resistentes a los choques. Son aceros aptos para tratamientos térmicos que aumentan su resistencia, tenacidad y dureza. Son los aceros que cubren las necesidades generales de la Ingeniería de construcción tanto industrial como civil y comunicaciones.                                                                                      |
| Serie 1 | Grupo 5 y 6     | Aceros para cementación.            | Son aceros al carbono y por tanto no aleados. Cuanto más carbono tienen sus respectivos grupos son más duros y menos soldables, pero también son más resistentes a los choques. Son aceros aptos para tratamientos térmicos que aumentan su resistencia, tenacidad y dureza. Son los aceros que cubren las necesidades generales de la Ingeniería de construcción tanto industrial como civil y comunicaciones.                                                                                      |
| Serie 1 | Grupo 7         | Aceros para nitruración.            | Son aceros al carbono y por tanto no aleados. Cuanto más carbono tienen sus respectivos grupos son más duros y menos soldables, pero también son más resistentes a los choques. Son aceros aptos para tratamientos térmicos que aumentan su resistencia, tenacidad y dureza. Son los aceros que cubren las necesidades generales de la Ingeniería de construcción tanto industrial como civil y comunicaciones.                                                                                      |
| Serie 2 | Grupo 1         | Aceros de fácil mecanización.       | Son aceros a los que se incorporan elementos aleantes que mejoran las propiedades necesarias que se exigen las piezas que se van a fabricar con ellos como, por ejemplo, tornillería, tubos y perfiles en los grupos 1 y 2. Núcleos de transformadores y motores en los aceros del grupo 3, piezas de unión de materiales férricos con no férricos sometidos a temperatura en el grupo 4, piezas instaladas en instalaciones químicas y refinerías sometidas a altas temperaturas los del grupo 5.   |
| Serie 2 | Grupo 2         | Aceros para soldadura.              | Son aceros a los que se incorporan elementos aleantes que mejoran las propiedades necesarias que se exigen las piezas que se van a fabricar con ellos como, por ejemplo, tornillería, tubos y perfiles en los grupos 1 y 2. Núcleos de transformadores y motores en los aceros del grupo 3, piezas de unión de materiales férricos con no férricos sometidos a temperatura en el grupo 4, piezas instaladas en instalaciones químicas y refinerías sometidas a altas temperaturas los del grupo 5.   |
| Serie 2 | Grupo 3         | Aceros magnéticos.                  | Son aceros a los que se incorporan elementos aleantes que mejoran las propiedades necesarias que se exigen las piezas que se van a fabricar con ellos como, por ejemplo, tornillería, tubos y perfiles en los grupos 1 y 2. Núcleos de transformadores y motores en los aceros del grupo 3, piezas de unión de materiales férricos con no férricos sometidos a temperatura en el grupo 4, piezas instaladas en instalaciones químicas y refinerías sometidas a altas temperaturas los del grupo 5.   |
| Serie 2 | Grupo 4         | Aceros de dilatación térmica.       | Son aceros a los que se incorporan elementos aleantes que mejoran las propiedades necesarias que se exigen las piezas que se van a fabricar con ellos como, por ejemplo, tornillería, tubos y perfiles en los grupos 1 y 2. Núcleos de transformadores y motores en los aceros del grupo 3, piezas de unión de materiales férricos con no férricos sometidos a temperatura en el grupo 4, piezas instaladas en instalaciones químicas y refinerías sometidas a altas temperaturas los del grupo 5.   |
| Serie 2 | Grupo 5         | Aceros resistentes a la fluencia.   | Son aceros a los que se incorporan elementos aleantes que mejoran las propiedades necesarias que se exigen las piezas que se van a fabricar con ellos como, por ejemplo, tornillería, tubos y perfiles en los grupos 1 y 2. Núcleos de transformadores y motores en los aceros del grupo 3, piezas de unión de materiales férricos con no férricos sometidos a temperatura en el grupo 4, piezas instaladas en instalaciones químicas y refinerías sometidas a altas temperaturas los del grupo 5.   |
| Serie 3 | Grupo 1         | Aceros inoxidables.                 | Estos aceros están basados en la adición de cantidades considerables de cromo y níquel a los que se suman otros elementos para otras propiedades más específicas. Son resistentes a ambientes húmedos, a agentes químicos y a altas temperaturas. Sus aplicaciones más importantes son para la fabricación de depósitos de agua, cámaras frigoríficas industriales, material clínico e instrumentos quirúrgicos, pequeños electrodomésticos, material doméstico como cuberterías, cuchillería, etc.. |
| Serie 3 | Grupos 2 y 3    | Aceros resistentes al calor.        | Estos aceros están basados en la adición de cantidades considerables de cromo y níquel a los que se suman otros elementos para otras propiedades más específicas. Son resistentes a ambientes húmedos, a agentes químicos y a altas temperaturas. Sus aplicaciones más importantes son para la fabricación de depósitos de agua, cámaras frigoríficas industriales, material clínico e instrumentos quirúrgicos, pequeños electrodomésticos, material doméstico como cuberterías, cuchillería, etc.. |
| Serie 5 | Grupo 1         | Acero al carbono para herramientas. | Son aceros aleados con tratamientos térmicos que les dan características muy particulares de dureza, tenacidad y resistencia al desgaste y a la deformación por calor. Los aceros del grupo 1 de esta serie se utilizan para construir maquinaria de trabajos ligeros en general, desde la carpintería y la agrícola (aperos). Los grupos 2,3 y 4 se utilizan para construir máquinas y herramientas más pesadas. El grupo 5 se utiliza para construir herramientas de corte.                        |
| Serie 5 | Grupos 2, 3 y 4 | Acero aleado para herramientas.     | Son aceros aleados con tratamientos térmicos que les dan características muy particulares de dureza, tenacidad y resistencia al desgaste y a la deformación por calor. Los aceros del grupo 1 de esta serie se utilizan para construir maquinaria de trabajos ligeros en general, desde la carpintería y la agrícola (aperos). Los grupos 2,3 y 4 se utilizan para construir máquinas y herramientas más pesadas. El grupo 5 se utiliza para construir herramientas de corte.                        |
| Serie 5 | Grupo 5         | Aceros rápidos.                     | Son aceros aleados con tratamientos térmicos que les dan características muy particulares de dureza, tenacidad y resistencia al desgaste y a la deformación por calor. Los aceros del grupo 1 de esta serie se utilizan para construir maquinaria de trabajos ligeros en general, desde la carpintería y la agrícola (aperos). Los grupos 2,3 y 4 se utilizan para construir máquinas y herramientas más pesadas. El grupo 5 se utiliza para construir herramientas de corte.                        |
| Serie 8 | Grupo 1         | Aceros para moldeo.                 | Son aceros adecuados para moldear piezas por vertido en moldes de arena, por lo que requieren cierto contenido mínimo de carbono que les dé estabilidad. Se utilizan para el moldeo de piezas geométricas complicadas, con características muy variadas, que posteriormente son acabadas en procesos de mecanizado. |
| Serie 8 | Grupo 3         | Aceros de baja radiación.           | Son aceros adecuados para moldear piezas por vertido en moldes de arena, por lo que requieren cierto contenido mínimo de carbono que les dé estabilidad. Se utilizan para el moldeo de piezas geométricas complicadas, con características muy variadas, que posteriormente son acabadas en procesos de mecanizado. |
| Serie 8 | Grupo 4         | Aceros para moldeo inoxidables.     | Son aceros adecuados para moldear piezas por vertido en moldes de arena, por lo que requieren cierto contenido mínimo de carbono que les dé estabilidad. Se utilizan para el moldeo de piezas geométricas complicadas, con características muy variadas, que posteriormente son acabadas en procesos de mecanizado. |

## Clasificación según la normaUNE-36001
En España la norma UNE 36001 clasifica las aleaciones férricas según las denominadas series F. A los aceros les corresponden las series F100 a F700, a las fundiciones la F800 y a otras aleaciones férricas la F900.